# Wenzel Sedlák
Wenzel Sedlák, tschechisch Václav Sedlák (* 4. August 1776 in Jezbořice; † 20. November 1851 in Wien) war ein böhmischer Arrangeur und Klarinettist. Er  transkribierte Orchesterwerke zu Harmoniemusik.
1805 war er Klarinettist in Diensten der Auersperger. 1808 wurde er in Nachfolge Josef Triebensees Kapellmeister des Harmonieensembles unter Alois I. in Schloss Valtice (Feldsberg). Er bearbeitete unter anderem Beethovens Fidelio und Rossinis Der Barbier von Sevilla.